# Emmanuel Marie Michel Philippe Fréteau de Saint-Just
Cet article concerne Fréteau de Saint-Just, député libéral pendant la Révolution française. Pour Saint-Just, figure révolutionnaire de la Terreur, voir Louis Antoine de Saint-Just.
Emmanuel-Marie-Michel-Philippe Fréteau de Saint-Just, né à Vaux-le-Pénil le 28 mars 1745 et mort guillotiné à Paris le 14 juin 1794, est un homme politique français.

## Biographie
Il est conseiller au parlement de Paris. Il s'illustre en soutenant la résistance des parlements aux édits de Loménie de Brienne, ce qui lui vaut d'être incarcéré à Doullens en 1788. C'est pourquoi la noblesse libérale de la région de Melun, hostile à la Cour, porte sur lui ses suffrages au printemps 1789.
Seigneur de Vaux-le-Pénil et Saint-Liesne, il est élu le 20 mars 1789, député de la noblesse des bailliages de Melun et Moret-sur-Loing aux états généraux. À Versailles, il rejoint vite ceux parmi les nobles libéraux qui souhaitent contester l'absolutisme et réunir les trois ordres en une Assemblée nationale. Dans les débats, il intervient beaucoup : Mirabeau le surnomme « la commère Fréteau ». Il est élu par deux fois président de l'Assemblée. Partisan convaincu de la Monarchie constitutionnelle, il propose de donner au roi le titre de « roi des Français ».
Après le 10 août 1792, en désaccord avec la nouvelle orientation prise par la Révolution, il se retire sur sa terre de Vaux-le-Pénil, acquise par son grand-père Héracle Fréteau de Saint-Just en 1728, et sur laquelle son père a fait ériger le château qui existe de nos jours.
Il continue de participer activement à la vie de sa commune. Suspect, il est arrêté pendant la Terreur. Acquitté une première fois, en partie grâce aux témoignages favorables de ses concitoyens, il est malgré tout gardé prisonnier à la Conciergerie puis accusé de complot contre la sûreté de l'État. Tout droit de défense lui est refusé et il est guillotiné à la barrière du Trône le 26 prairial an II (14 juin 1794).

## Union et postérité
Il épouse le 23 janvier 1775 à Paris (Me Laideguive, notaire au Châtelet de Paris), Marie Josèphe Perrine Moreau de Plancy (1756-1829), fille de François Jean-Baptiste Moreau, chevalier, marquis de Plancy, baron de Saint-Just etc, président de la chambre des comptes de Paris, et de Jeanne Joseph Gitton de la Rebellerie. De leur union naissent:
- Emmanuel Jean-Baptiste Fréteau (5 novembre 1775 † juillet 1855), baron de Pény, avocat à la cour de cassation, pair de France, officier de la Légion d'honneur[1], marié, dont postérité ;
- Octavie (1780-1875), mariée en 1814 avec André-Guy-Victor, vicomte du Hamel (1776-1838), chef des volontaires royaux de La Rochejaquelein, gentilhomme de la chambre du Roi, maire de Bordeaux (1824-1830), conseiller général de la Gironde, officier de la Légion d'honneur (1814), dont postérité ;
- Edeline Louise (1789 - Vaux-le-Pénil † 20 novembre 1838), comtesse de l'Empire, mariée, le 5 avril 1809 à Cassel, à Jean-Baptiste, baron Eblé (1757-1812), général de division, dont une fille ;
- Philippine Sophie (1795 † 30 mars 1873), mariée avec Guy Marie Emmanuel Le Gentil (1784-1840), 3e marquis de Paroy, dont postérité.

## Alliances de la famille Fréteau
- Sa sœur Henriette Gilberte Fréteau épouse en 1760 François Jacques marquis de Grouchy (1715-1808), qui sont les parents de:

1. Sophie de Grouchy (1764-1822) épouse du marquis de Condorcet
2. Emmanuel de Grouchy (1766-1847), connu sous le nom de maréchal de Grouchy, dont Fréteau de Saint-Just est le parrain
3. Charlotte Félicité de Grouchy (1768-1844) épouse du Dr Cabanis

- Son autre sœur, Marie Louise Adélaïde Fréteau, épouse en septembre 1769 le magistrat bordelais Dupaty, célèbre pour avoir obtenu l'acquittement des accusés dans l'affaire des roués de Chaumont.